# Anbang
Anbang est une entreprise d'assurance chinoise. Le groupe est connu par sa politique d'acquisition particulièrement agressive et par l'opacité de l'origine de ses fonds qui permettent de telles opérations.

## Histoire
Anbang est fondée en 2004 par Wu Xiaohui. L'entreprise est initialement spécialisée dans les assurances auto et habitat.
En octobre 2014, Anbang acquiert  Waldorf-Astoria Hotel à New York pour 1,95 milliard de dollars.
En décembre 2014, Anbang acquiert les activités bancaires belges de la banque Delta Lloyd.
En février 2015, Anbang acquiert Vivat, filiale de SNS insurance, qui est elle-même détenue par l'État néerlandais, pour 1,4 milliard d'euros.
Le même mois, Anbang acquiert 63 % de la compagnie d'assurance coréenne Tong Yang Life Insurance, pour l'équivalent de 998 millions de dollars.
En novembre 2015, Anbang annonce l'acquisition pour 1,57 milliard de dollars Fidelity & Guaranty Life, un assureur américain. En avril 2017, Anbang annonce l'échec de cette acquisition en raison de l'opposition des autorités américaines.
En mars 2016, Anbang annonce l'acquisition Strategic Hotels & Resorts, propriétaires d'hôtels de luxe sous différentes franchises, pour 6,5 milliards de dollars. En mars 2016, un consortium d'investisseurs chinois mené par Anbang annonce une offre de 12,8 milliards sur Starwood Hotels & Resorts Worldwide. Le même mois, Marriott augmente son offre à 13,6 milliards de dollars, puis Anbang augmente à son tour son offre à 14 milliards de dollars, avant d'abandonner son offre juste après.
En avril 2016, Anbang annonce l'acquisition des activités d'assurances d'Allianz en Corée du Sud.
Le 13 juin 2017, on apprend l’arrestation de Wu Xiaohui, PDG des assurances Anbang. Milliardaire hors norme, étroitement connecté au pouvoir politique chinois, divorcé de Zhuo Ran, la petite fille de Deng Xiaoping, Wu Xiaohui s’est, depuis quelques années, distingué sur le marché financier chinois en tirant profit des règles floues du secteur des assurances, proposant à ses clients des contrats « mixtes » mêlant primes d’assurances et investissements lucratifs à court terme déguisés en placements à long terme.
En février 2018, Anbang est mis sous tutelle de l'état chinois pendant au moins un an, et Wu Xiaohui est démis de ses fonctions de directeur général. Cette mise sous tutelle est justifiée par l’État par les pratiques illégales de cette société.